# 外角直樹
外角 直樹（そとがく なおき、1972年 - ）は、日本の医学者（神経科学・神経糖鎖生物学・神経発達・再生医学）。学位は博士（薬学）（静岡県立大学・2001年）。久留米大学医学部講師（2021年３月まで）。青森大学 薬学部 教授。 

## 概要
1972年 静岡県 生まれ。静岡県立大学の大学院に進み、薬学研究科の博士前期課程、博士後期課程にて薬学を学んだ。在学中はマンガンが脳に与える影響について調査、研究を行った。2000年に開催された第6回国際微量元素学会でも、マンガンに関する研究発表を行った。これらの成果を『脳におけるマンガンの動態に基づく作用解析』と題した学位論文に纏め、「博士（薬学）」の学位を取得し、博士後期課程を修了した。また、国際微量元素学会での発表をはじめとする在学中の研究業績が評価され、同大学からはばたき賞を授与されている。
大学院修了後、アメリカ留学を経て、2002年10月から久留米大学にて教員となった。同大学の医学部にて助手として勤務し、2007年に医学部の講師に昇格した。現在は、青森大学  薬学部に在籍し、教授として活動している。

## 研究
医学、薬学などを専門としており、特に神経科学、神経糖鎖生物学などの領域について研究し、神経発達・再生医学にも取り組んでいる。
大学院生時代は、マンガンが脳に与える影響について研究しており、第6回国際微量元素学会でも自身の研究について発表を行った。また、マンガンが脳の神経細胞に与える影響について記した外角の原稿は、フランスで刊行されたMetal Ions in Biology and Medicineにも収録されている。
久留米大学教員時代は、引き続き神経に関する分野にかかわっており、特に神経機能の制御にかかわる糖鎖分子について、その構造や作用、および分子機構についての研究に取り組んだ。

## 略歴
- 1972年 - 誕生
- 1991年 - 静岡県立沼津東高等学校卒業
- 2001年 - 静岡県立大学大学院薬学研究科博士後期課程修了
- 2002年 - 久留米大学 医学部 助手
- 2007年 - 久留米大学 医学部 講師
- 2021年 - 青森大学 薬学部 准教授
- 2025年 - 青森大学 薬学部 教授

## 賞歴
- 2000年 - はばたき賞

## 著作
- "Brain manganese and neural function", Jose A. Centeno, Philippe Collery, Guy Vernet, Robert B. Finkelman, Herman Gibb and Jean-Claude Etienne, ed. Metal Ions in Biology and Medicine, Vol.6, Montrouge: John Libbey Eurotext, 2000. ISBN 9782742002948
- 成人病と生活習慣病：臨床医として知っておきたいミネラルの知識 マンガン　東京医学社 48（6）、648-653.

## 関連人物
- 西昭徳